# Izabella Chiappini
Izabella Maizza Chiappini, född 28 september 1995 i São Paulo, är en brasiliansk vattenpolospelare.
Chiappini tog brons i damernas vattenpoloturnering i samband med panamerikanska spelen 2015 i Toronto.